# ハリファックス (フリゲート)
ハリファックス（HMCS Halifax, FFH 330）は、カナダ海軍のフリゲート。カナダ哨戒フリゲート計画により建造されたハリファックス級フリゲートの1番艦で、1992年に就役した。

## 概要
カナダ海軍の大西洋海上軍（MARLANT）に配備されており、艦名の由来となったノバスコシア州ハリファックスのハリファックス基地を母港とする。
本艦は就役当初、大西洋でカナダの主権を保護し、領海と排他的経済水域においてカナダの法律を施行するための哨戒を主任務としていた。2001年のアメリカ同時多発テロ事件以降、カナダは不朽の自由作戦に参加しており、カナダ海軍のフリゲートは従来の哨戒任務に加えてペルシャ湾とアラビア海での反テロ作戦にも投入され、大西洋全域およびインド洋に展開している。このほか、北大西洋条約機構（NATO）のいくつかの任務にも参加しており、大西洋常設海軍部隊（STANAVFORLANT）およびその後継の第1常設NATO海洋グループ（SNMG1）の一部として、大西洋で哨戒任務についている。
カナダ海軍の同名の艦艇としては、第二次世界大戦中に就役したフラワー級コルベットのハリファックス（HMCS Halifax, K237）に続いて2隻目である。

## 艦歴
ニューブランズウィック州セントジョンのセントジョン造船所で1987年3月19日に起工され、1988年4月3日に進水、その後、1992年6月29日に就役した。
1998年、スイス航空111便墜落事故の捜索活動に参加した。
2010年1月13日、ハイチ地震の救援活動を支援するため、オペレーション・ヘスティアの一環として、イロクォイ級ミサイル駆逐艦のアサバスカン（HMCS Athabaskan, DDG 282）とともにハイチ周辺海域に展開することが発表され、翌14日にハリファックス基地を出港した。1月18日に現地に到着、2月19日に活動を終了して帰投した。本艦は、道路が遮断され、空港が小規模で大型航空機が運用できなかったため、援助が遅れたジャクメルの沿岸に展開され、ジャクメル空港に航空管制を提供した。
2010年9月4日、アーヴィング造船のハリファックス造船所で18ヵ月間かけて、HCM/FELEX（Halifax Class modernisation programme / frigate life extension）計画に基づいた中間寿命改修および近代化を行うため、ケープ・スコット艦隊保守施設へ引き渡された。
2014年12月から2015年5月にかけて、本艦を使用してカナダ海軍が新たに取得したCH-148 サイクロンの運用試験が実施された。
2015年9月、本艦はアサバスカンとともに、2つのNATO海上演習、Joint WarriorおよびTrident Junctureに参加した。